# Mario Draghi

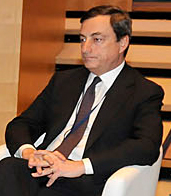
Mario Draghi el 2009 a Bonn

Mario Draghi (Roma, 3 de setembre de 1947) és un economista italià. Entre 1985 i 1990 va ser director executiu del Banc Mundial, i entre el gener del 2002 i el gener de 2006 va ser vicepresident, per Europa de la firma Goldman Sachs. Del 16 de gener de 2006 al 31 d'octubre de 2011, va ser governador del Banc d'Itàlia. Fou president del Banc Central Europeu des de l'1 de novembre de 2011 fins al 2019 i, entre el de febrer de 2021 i juliol de 2022 fou president del Consell de Ministres de la República Italiana.

## Biografia
Mario Draghi va estudiar a Roma amb els jesuïtes. El 1970 es va llicenciar en economia i comerç a La Sapienza, una de les universitats més prestigioses de la capital italiana. Més endavant entrà al Massachusetts Institute of Technology, on obtingué un doctorat en economia el 1976.

### Carrera internacional i paper a Goldman Sachs
Entre 1985 i 1990 va ser director executiu del Banc Mundial. Entre gener de 2002 i gener de 2006 va ser vicepresident, per Europa, amb càrrec operatiu, de Goldman Sachs, quart banc d'inversió del món. Mentre Draghi era vicepresident de Goldman Sachs International, un dels màxims responsables de la companyia a Europa, la companyia va assessorar a Kostas Karamanlís sobre com ocultar la veritable magnitud del dèficit grec. Aquesta ocultació del frau va conduir a la crisi financera a Grècia de 2010-2011. De fet, al juny de 2011, Draghi va ser preguntat en el Comitè Econòmic del Parlament Europeu per les seves activitats en Goldman Sachs, amb relació a l'ocultació en Grècia.

### Governador del Banc d'Itàlia
El dia 29 de desembre de 2005 va ser nomenat governador del Banc d'Itàlia. Va abandonar el càrrec el 31 d'octubre de 2011 per a ocupar la presidència del Banc Central Europeu, en substitució de Jean-Claude Trichet.

### Primer ministre
La Crisi del govern d'Itàlia del 2022, que va provocar la dimissió del primer ministre Mario Draghi, va provocar que el president Sergio Mattarella dissolgués el Parlament italià el 21 de juliol, vuit mesos abans del seu venciment legal, i va convocar noves eleccions. Draghi continuà al capdavant del govern com a primer ministre en funcions.